# Prestoea tenuiramosa
Prestoea tenuiramosa är en enhjärtbladig växtart som först beskrevs av Carl Lebrecht Udo Dammer, och fick sitt nu gällande namn av Harold Emery Moore. Prestoea tenuiramosa ingår i släktet Prestoea och familjen Arecaceae. IUCN kategoriserar arten globalt som nära hotad. Inga underarter finns listade i Catalogue of Life.